# کردهای گرجستان
کردهای گرجستان بخشی از طوایف کرد هستند که در دوران عثمانی بر ترکان شوریدند و سرکوب و فراری به کشور گرجستان شدند.
یزیدیان، ایزدی، ایزدیان (به کردی Êzidî یا ئێزیدی) اقلیت مذهبی کرد زبانی هستند که در شمال عراق، سوریه، جنوب شرقی ترکیه و قفقاز ساکن هستند و بیش از ۴۰ هزار نفر از آنها در گرجستان زندگی می‌کنند که به زبان کُردی و گویش کرمانجی صحبت می‌کنند. آیینشان ایزدی شاخه‌ای از بهدینانیه است که آمیزه‌ای از عقاید ادیان پیش از اسلام است و بنا به اعتقاد خودشان ایزدی همان زردشتی است. براساس برخی منابع غیررسمی نزدیک به ۴۰ هزار کُرد در گرجستان زندگی می‌کند که اکثراً دارای آئین ایزدی می‌باشند و از عراق، ترکیه، ارمنستان و آذربایجان به گرجستان رهسپار شده‌اند و بیشتر آنها در شهر تفلیس پایتخت گرجستان زندگی می‌کنند، برخی هم در بخش اوستیای جنوبی از توابع گرجستان و همچنین به نسبت کمتر در دو جمهوری آبخازی و آجاری گرجستان پراکنده شده‌اند.
در وضعیت کنونی به کُردهای گرجستان اجازه دخالت و فعالیت در امور سیاسی داده نمی‌شود. آنها فقط چند تشکل فرهنگی و روشنفکری دارند. کُردهای گرجستان تا سال ۱۹۹۱ وضعیت عادی داشتند (سال ۱۹۹۱ فروپاشی اتحاد جماهیر شوروی و استقلال گرجستان) و اقلیتی فعال بودند که از آزادی جزئی و حق نوشتن و نشر آثار به زبان کُردی برخوردار بودند. حتی در سال ۱۸۵۷ کتاب مقدس (انجیل- تورات) برای اولین بار از زبان یونانی به زبان کُردی کرمانجی ترجمه شد و در استانبول با الفبای ارمنی، توسط مبلغین و قدیسیان ارمنی چاپ شد اما بعد از فروپاشی اتحاد جماهیر شوروی (۱۹۹۱) و استقلال گرجستان، کُردها به وضعیت نامطلوب پیشین بازگشتند، چرا که گرجستان پس از استقلال یافتن حقوق اقلیت‌های قومی را به رسمیت نشناخت، بنابراین حقوق فرهنگی کُردها نقض شد و تبعید و آوارگی کُردهای این کشور دوباره آغاز شد و اکثر آنها به اروپا رهسپار شدند. کردها اکنون خواهان آنند که همچون ارمنیان و آشوری ها به عنوان اقلیت قومی به رسمیت شناخته شوند.

## پیشینه کردها در گرجستان
بر پایهٔ اسناد تاریخی، کُردهای ایزدی در عصر سلطنت سزار گرجی (نیمه دوم قرن ۱۲م) از یکی از قبایل کُرد، بین‌النهرین را ترک و در ارمنستان ساکن شدند و بعدها به گرجستان مهاجرت کردند. در دهه ۱۷۶۰ م کُردها از سزار گرجستان (ایراکلی دهم) در برابر حمله عثمانی تقاضای کمک کردند. اوایل ۱۷۷۰م سزار گرجی طی نامه‌ای به رهبر کُردها (چوبان آقا) با قول پشتیبانی همه‌جانبه، آنها را به نبرد با دشمن مشترک (عثمانی) فراخواند.
سرانجام پس از انعقاد قرارداد ترکمنچای روسیه با ایران در سال ۱۸۲۸، کُردها مجال یافتند تا به عنوان رعیت به گرجستان بازگردند. در اواسط سده ۱۹، شمار مهاجرین کُرد در گرجستان فزونی گرفت و از ابتدای سدهٔ ۲۰، تعداد زیادی از کُردهای شهرهای وان، قارص و سایر مناطق کردنشین ترکیه برای در امان ماندن از فشار حکام عثمانی و نیز عدم تمایل آنها به گرویدن به دین اسلام، به گرجستان روی آوردند.
جمعیت کُردهای مسلمان و ایزدی گرجستان، براساس آخرین سرشماری ۱۹۲۶ در این کشور، ۲۵۰۲ نفر بوده است. اما بر اساس سرشماری سال ۲۰۰۲ جمعیت آنها بالغ بر ۲۰٬۸۴۳ نفر بوده است.